# 須佐神社 (田辺市)

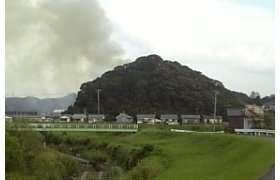
天王の森（岩船山）

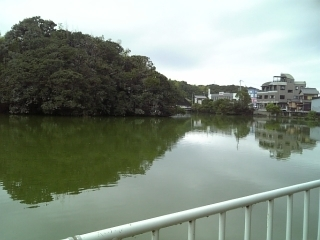
須佐神社 天王池

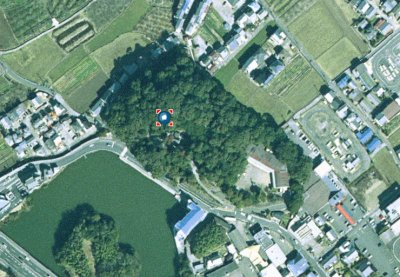
須佐神社 航空写真

須佐神社（すさじんじゃ）は、和歌山県田辺市中万呂（なかまろ）に鎮座する神社。須佐之男命（すさのおのみこと）を主祭神とする。旧社格は村社。

## 祭神
- 須佐之男命・稲田比賣命
- 正勝吾勝勝速日天之忍穂耳命・天穂日命・天津日子根命
- 活津日子根命・熊野久須毘命・多紀理毘賣命
- 狭依昆賣命・多岐理毘賣命

## 歴史
須佐之男命が曾志毛里より岩船山（天王の森）に到着し、木種を播いたとの伝承がある。神武天皇が即位した際に祭祀され、旧上万呂・中万呂・下万呂3ヶ村の産土神として牛頭天皇社となった。現社地は天王池の正面に鎮座しており、岩船山の頂上の旧社地とおぼしき場所には磐座がある。
天正15年（1587年）、豊臣秀吉は紀州征伐を行ったが、秀吉に加担した玉置氏が祭祀を行う神社であったことから戦火を免れた。

## 境内神社
- 猿田彦神社（祭神：猿田彦命、天鈿女命、天照大神、豊受大神、伊邪那美命）
  - 上万呂字圧法平鎮座。明治10年（1877年）8月合祀。
- 稲荷神社（祭神：稚産霊神、大宜都比売、宇迦之御魂神）
  - 元当村大字中万呂字田中代に鎮座。明治10年（1877年）8月合祀。
- 玉置金比羅神社（祭神：迦具土之神、金山彦命、蘇民将来命）
- 厳島神社（祭神：市杵島比賣命、太田命、彦佐知命、大宮女命、手置帆負命、大汝命）
  - 万呂村大字中万呂待賢春平より明治10年（1877年）8月合祀。

## 祭事
- 7月7日 – 夏祭り
- 11月23日 – 新嘗祭

## 文化財
- 名勝

名勝「南方曼荼羅の風景地（2015年〈平成27年10月7日指定）の一部。
- 田辺市無形民俗文化財
- 「万呂の獅子舞」として1980年（昭和55年)8月22日指定[3]。